# Košťálov
Košťálov är en ort i Tjeckien.   Den ligger i regionen Liberec, i den norra delen av landet, 90 km nordost om huvudstaden Prag. Košťálov ligger 362 meter över havet och antalet invånare är 1 671.
Terrängen runt Košťálov är kuperad västerut, men österut är den platt. Košťálov ligger nere i en dal. Runt Košťálov är det ganska tätbefolkat, med 75 invånare per kvadratkilometer. Närmaste större samhälle är Lomnice nad Popelkou, 5,0 km söder om Košťálov. Omgivningarna runt Košťálov är en mosaik av jordbruksmark och naturlig växtlighet.